# Eriocaulon bassacense
Eriocaulon bassacense är en gräsväxtart som beskrevs av Harold Norman Moldenke. Eriocaulon bassacense ingår i släktet Eriocaulon och familjen Eriocaulaceae. Inga underarter finns listade i Catalogue of Life.